# Bogue Chitto
Bogue Chitto és una concentració de població designada pel cens dels Estats Units a l'estat de Mississipi. Segons el cens del 2000 tenia 533 habitants.

## Demografia
Segons el cens del 2000, Bogue Chitto tenia 533 habitants, 160 habitatges, i 127 famílies. La densitat de població era de 32,7 habitants per km².
Dels 160 habitatges en un 40,6% hi vivien nens de menys de 18 anys, en un 31,9% hi vivien parelles casades, en un 31,9% dones solteres, i en un 20,6% no eren unitats familiars. En l'11,9% dels habitatges hi vivien persones soles el 3,1% de les quals corresponia a persones de 65 anys o més que vivien soles. El nombre mitjà de persones vivint en cada habitatge era de 3,33 i el nombre mitjà de persones que vivien en cada família era de 3,48.
Per edats la població es repartia de la següent manera: un 34,1% tenia menys de 18 anys, un 11,1% entre 18 i 24, un 31% entre 25 i 44, un 16,9% de 45 a 60 i un 6,9% 65 anys o més.
L'edat mediana era de 28 anys. Per cada 100 dones de 18 o més anys hi havia 86,7 homes.
La renda mediana per habitatge era de 18.641 $ i la renda mediana per família de 16.597 $. Els homes tenien una renda mediana de 18.250 $ mentre que les dones 15.240 $. La renda per capita de la població era de 6.080 $. Entorn del 56,1% de les famílies i el 54,2% de la població estaven per davall del llindar de pobresa.

## Poblacions més properes
El següent diagrama mostra les poblacions més properes.